# Ateneo Veneto
L'Ateneo Veneto o Ateneo Veneto di Scienze, Lettere e Arti, è un'istituzione culturale attiva a Venezia dal 1812, con lo scopo di divulgazione delle scienze, delle lettere, delle arti e della cultura. Svolge la sua missione con corsi, convegni e incontri, pubblici e gratuiti. Ha sede nella Scuola Grande di San Fantin, situata a Venezia nell'omonimo campo di fianco al Teatro La Fenice e alla chiesa di San Fantin.

## Storia

### Le origini dell'Ateneo Veneto

#### Le accademie originarie
Tra la fine del '700 e gli inizi del '800 a Venezia esistevano diverse associazioni e accademie che nel corso degli anni si fusero o scomparvero, come i Sibillonisti (nata nel 1800 da giuristi amanti della letteratura), l'Accademia morale di San Samuele, le Accademie dei Sofronomi, o dei Patrologi, dei Filareti (1804-06) e la veneta di Belle lettere (1805). Quando le province austro-venete entrarono nel Regno d'Italia napoleonico erano rimaste attive solo quella dei Filareti e l'Accademia veneta di Belle lettere. Un'altra associazione era la Società veneta di medicina, l'unica estranea al contesto patrizio o ecclesistico di Venezia. Fondata nel 1789 da alcuni medici, quali Andrea Valatelli e Pietro Pezzi, aveva al suo attivo, tra l'altro, la redazione del Codice farmaceutico e lo studio delle condizioni sanitarie e della mortalità urbana. Il segretario era Francesco Aglietti che propose di riunire le osservazioni dei vari soci in un unico corpo documentale per rispondere a tre punti essenziali: 1) ricerche e note sulla struttura e sulle abitudini della città; 2) osservazioni sulla meteorologia; 3) descrizione delle malattie suddivise per sporadiche, endemiche ed epidemiche. Essendo di vocazione illuminista, nel 1798 era stata sciolta dal governo austriaco, per poi essere ripristinata nel 1807 dal Regno d'Italia napoleonico, che, nel 1808, le concesse la sede dell'ex-confraternita di San Girolamo o dei Picai, a San Fantin.

#### La nascita dell'Ateneo Veneto
Il decreto del 25 dicembre 1810, con cui Napoleone chiuse le varie accademie riconoscendone una sola per ogni città, fu l'atto istitutivo dell'Ateneo Veneto che viene inaugurato il 12 gennaio del 1812, quando la Prefettura dell'Adriatico dispose l'unione delle tre accademie esistenti a Venezia (Società veneta di medicina, Filareti e Accademia di Belle lettere):
(Giuseppe Gullino, istituzioni di cultura, in storia di Venezia. l’ottocento e il novecento, a cura di Mario Isnenghi e Stuart Woolf, vol. II, l’ottocento. 1797-1918, a cura Stuart Woolf, Roma, Istituto dell’Enciclopedia Italiana, 2002, pp. 1070-1076.)

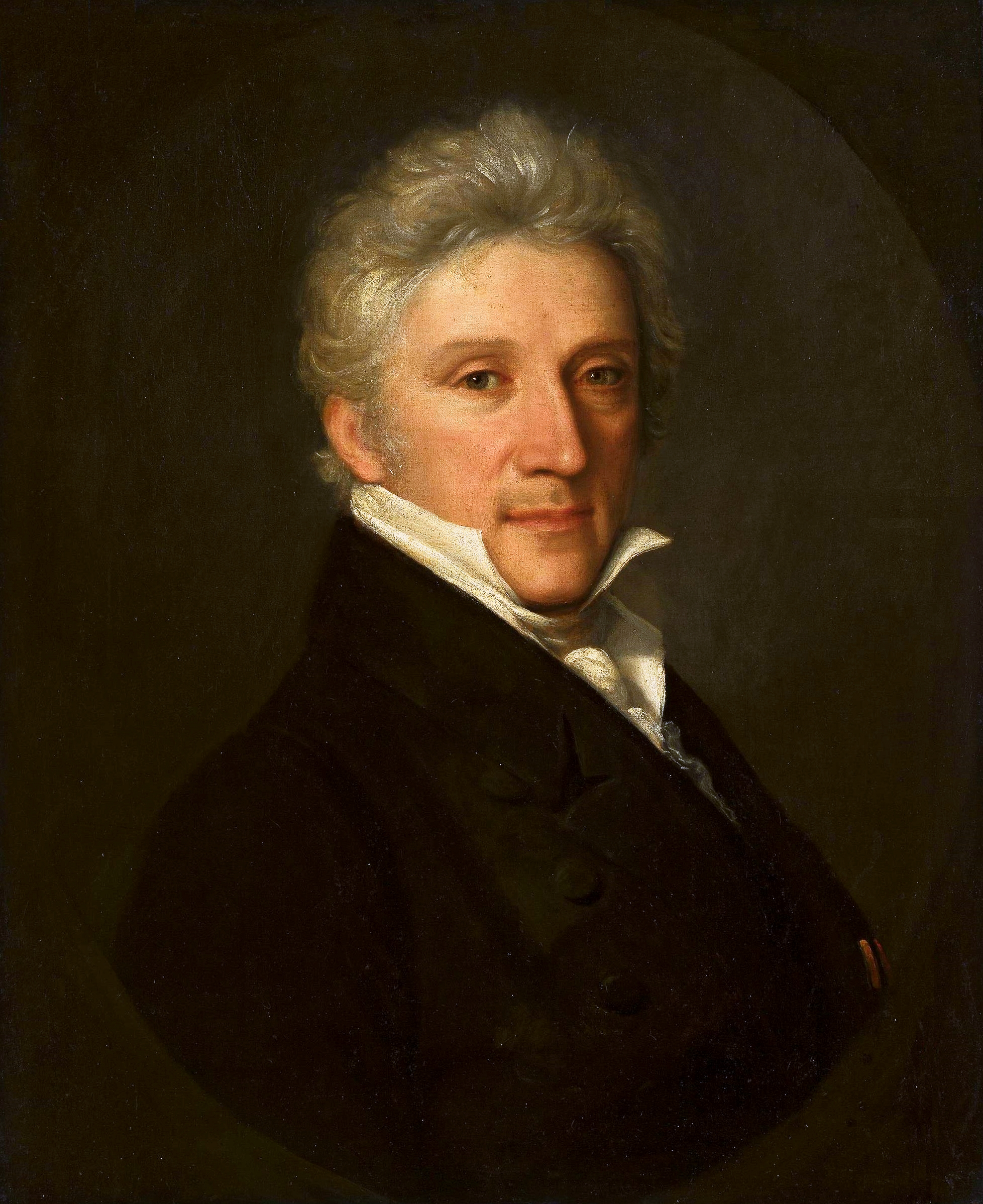
Leopoldo Cicognara fu il primo presidente dell'Ateneo Veneto dal 1812 al 1817

Così si esprimeva il 12 gennaio 1812 Leopoldo Cicognara, il primo presidente dell'Ateneo Veneto, nel suo discorso di apertura, individuando come principale missione la divulgazione accessibile a tutti. I soci dovevano contribuire
(Leopoldo Cicognara, Ragionamento del Presidente, «Sessioni pubbliche dell’Ateneo Veneto tenute negli anni 1812-1813-1814», Venezia 1814, sessione del 21 novembre 1812, pp. 6-7.)
Il percorso di nascita dell'Ateneo Veneto dura oltre un decennio: il primo regolamento del 1822 e il primo statuto verrà approvato nel 1825. L'anno accademico iniziava a novembre e si chiudeva ad agosto, riunendo i soci in sessioni private ogni giovedì; ogni sei mesi l'Ateneo Veneto si apriva alla città con sedute pubbliche.

### I primi anni (1812 - 1866)
I primi anni dell'Ateneo coincidono con il passaggio dal Regno d'Italia di Napoleone al Regno Lombardo-Veneto degli Asburgo, al Regno d'Italia dei Savoia. La costituzione del 1812 fece confluire nell'Ateneo Veneto i soci delle tre accademie originarie, con una distribuzione di competenze nelle scienze e nelle arti e lettere. In particolare la Classe di scienze era formata per più della metà da medici e chirurghi mentre il 25% da chimici, fisici naturalisti, ingegneri e architetti.
Se gli anni del Regno d'Italia napoleonico furono anni fondativi per l'azione e l'influenza dell'Ateneo, durante la Restaurazione (1815-1848) le attività furono meno intense, anche se le attività non cessarono. Nel periodo del Regno Lombardo-Veneto i presidenti dell'Ateneo furono soprattutto medici, ingegneri, fisici, quasi a ribadire il ruolo tecnico dell'Ateneo Veneto per la città di Venezia. 
Alla vigilia della rivoluzione venezia del 1848, molti soci di formazione umanistica o giuridica, come Daniele Manin, Niccolò Tommaseo, Giovanni Francesco Avesani, Samuele Romanin, erano coinvolti nelle attività e nei dibattiti che portarono alla nascita della Repubblica veneta, costituendo il nucleo portante della rivoluzione liberale.
I rapporti con le istituzioni asburgiche, comunque non cessarono mai e sono testimoniati dalle continue richieste di pareri, come sul rinnovo dell'illuminazione cittadina, sull'onorario per i medici e sull'elaborazione di un progetto di nuove case per classi meno abbienti. Questo tipo di consulenze continuerà per tutti gli anni sessanta, fino al rilancio dell'Ateneo Veneto, che avvenne con l'annessione del Veneto al Regno d'Italia a seguito della terza guerra d'indipendenza del 1866.

### Dal Regno d'Italia al Fascismo (1866 - 1922)
Con l'entrata di Venezia in Italia, l'Ateneo Veneto rilancia le attività sia scientifiche e culturali per la città. Dal 1866 al 1877 vengono istituiti numerosi gruppi di studio e commissioni. Le attività sono molto diverse : dal progetto per il restauro della base del campanile di San Marco al sostegno degli asili froebeliani, dagli studi per la deviazione dei fiumi alla nascita della Scuola superiore di Ca' Foscari, e l'ampliamento delle bocche di porto del Lido.

#### Dal Regno d'Italia al primo dopoguerra
Nel 1877 l'Ateneo si dota di un nuovo statuto che lo rende un'associazione riconosciuta, con la presenza di due vice-presidenti - uno per le scienze, l'altro per le arti e le lettere - e l'allargamento a 100 del numero di soci residenti. L'entrata di nuovi membri, anche di spessore nazionale e internazionale, stimolò le presidenze a rilanciare le attività, proponendo nuove iniziative o potenziando quelle già presenti, come il Gabinetto di lettura. Questo esisteva fin dalla fondazione dell'Ateneo Veneto, in ossequio alla missione di divulgazione culturale. Sostenuto dalla presidenza (1853-57) di Giovanni Querini Stampalia (dal cui lascito verrà poi istituita la Fondazione Querini Stampalia), tra il 1870 e il 1880 vide aumentare progressivamente gli iscritti e gli acquisti di nuovi quotidiani e periodici, tanto da portare, nel 1897, all'apertura della sede anche nelle ore serali. L'Ateneo Veneto ha pubblicato negli anni le lezioni tenute dai soci nelle "Esercitazioni Scientifiche e Letterarie", che dal 1881 assunsero la forma attuale di "Rivista Ateneo Veneto".
Nel 1873 venne istituito il corsi di Storia veneta, nati dal corso di Storia patria tenuto da Samuele Romanin dal 1858-1859 e sospeso dopo il ritorno degli Asburgo.

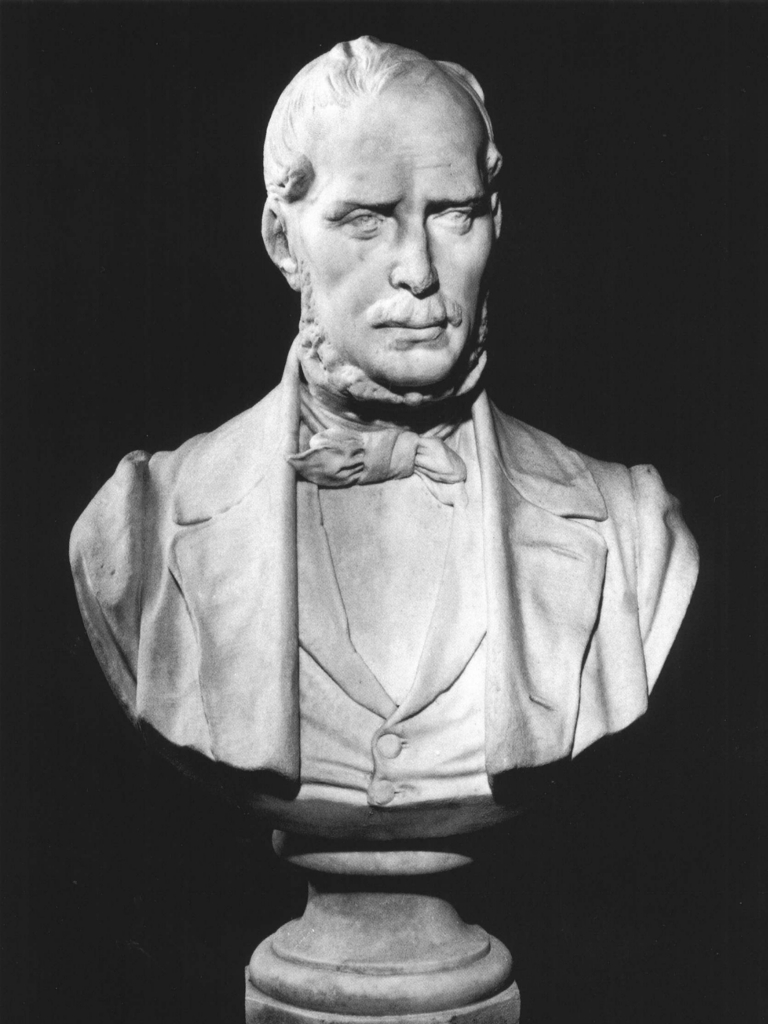
Samuele Romanin tra il 1846 e il1848 lesse tre memorie sulla storia veneta, dando inizia a quelli che saranno i corsi di Storia veneta dell'Ateneo Veneto

Dal 1904 il presidente Filippo Nani Mocenigo (1902-1907) dotò l'Ateneo Veneto di un fondo di 10.000 lire, destinato a un premio biennale di 700 lire per uno studio inedito su temi veneziani, sia storici che artistici. In questo periodo entrarono nuovi soci e le attività furono rivolte al maggior radicamento dell'Ateneo Veneto nella società civile. Con la presidenza di Luigi Carlo Stivanello (1907-1911) si decise di ospitare nella sede di San Fantin l’Università popolare. Anche in questo modo si cercò di fornire, come evidenziato dalle parole del presidente, fornire
(Luigi Carlo Stivanello, Discorso inaugurale dell'anno accademico 1908-1909, L'Ateneo Veneto, XXXI (1908), vol. II, fasc. 3, pp. I-XIV)
Negli anni della Prima Guerra Mondiale l'Ateneo ospitò la Croce Rossa e gli sfollati, sospendendo le attività per poco più di un anno dopo Caporetto (1917). Le poche attività e le scarse risorse incisero sulla vita dell'Ateneo Veneto, ma furono gli anni del Fascismo a metterne a dura prova la naturale vocazione a luogo di luogo aperto a tutti. 

### Il periodo fascista (1922 - 1946)

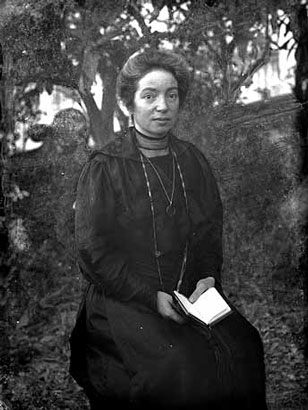
Maria Pezzé Pascolato fu la prima donna ad entrare nel consiglio accademico dell'Ateneo Veneto nel 1921

Negli anni successivi alla Grande Guerra l'Ateneo Veneto si riassettò, a partire dallo statuto del 1920, che aumentò il numero dei soci da 100 a 300, istituì un unico vice-presidente e creò la figura di un unico segretario accademico. L'allargamento dei soci contribuì a diversificare le provenienze professionali, sociali, religiose e a rafforzare il numero delle donne, tanto che nel 1921 Maria Pezzé Pascolato, sarà la prima donna a far parte del Consiglio Accademico. Su questa linea di maggiore apertura si esprimeva il presidente Giuseppe Jona (1921-1924) che, nel discorso del 5 gennaio 1924, ribadiva come, per tradizione, l'Ateneo Veneto si ponesse nel giusto equilibrio tra la produzione di nuovo sapere e a divulgazione della cultura. 

Per questo furono dati nuovi impulsi alla biblioteca circolante, ai cicli di lezioni di storia del costume, della cultura e del teatro, oltre a quelli di storia. Questo periodo ricevette molti consensi come confermava un raffinato intellettuale quale era Gino Damerini
(Gino Damerini, Istituzioni di cultura italiane, Il Marzocco, 14 dicembre 1924)

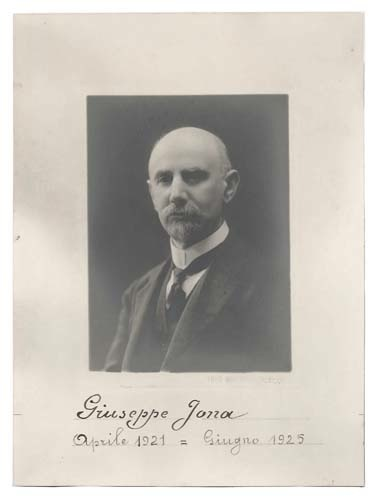
Giuseppe Jona fu presidente dell'Ateneo Veneto dal 1921 al 1925

Le entrate dell'Ateneo Veneto, che non aveva ricevuto lasciti negli anni passati, derivavano oltre che dalle quote dei soci, anche da qualche sovvenzione del Comune di Venezia, della Cassa di Risparmio, e da occasionali donazioni dei soci o di benefattori. 
Gli anni Trenta, nonostante l'elezione di presidenti vicini al regime fascista, come Davide Giordano- che ricoprì la carica per tre mandati con la durata complessiva di dieci anni - furono anni difficili anche a causa della crisi economica nazionale. Nel 1933 il governo fascista rifece lo statuto dell'Ateneo Veneto, che divenne "di Venezia", nel tentativo di aumentare il controllo sull'istituzione, come avvenne anche per gli altri istituti di cultura in Italia, riservando al governo le nomine del presidente e del vice-presidente e limitando la presenza degli stranieri.
Tra i soci e i membri del consiglio molti erano vicini al regime, ma altrettanto nutrita era la presenza di progressisti, antifascisti ed ebrei. Nel 1930 le socie e i soci ebrei risultavano circa il 15%[ del totale, e fu per questo le leggi razziali del 1938 ebbero delle conseguenze laceranti sulla vita dell'Ateneo Veneto. Se già le modifiche statutarie del '34 avevano portato alle dimissioni di soci importanti quali il direttore della rivista Manlio Dazzi, il segretario Ettore Bogno, il presidente Luigi Marangoni e il vice Alberto Musatti, le leggi razziali nel 1938 portarono all'espulsione di 45 soci "israeliti" nel 1938, tra cui lo stesso Giuseppe Jona. 
Fino alla Liberazione l'Ateneo fu contiguo al regime, anche nell'ospitare l'Istituto fascista di cultura al posto dell'Università Popolare. Dal dicembre 1936 l'Ateneo Veneto divenne proprietario dell'immobile dell'ex-scuola dei Picai, o Scuola Grande di San Fantin, che fino ad allora era concessa pro tempore dal demanio; con questa cessione l'Ateneo e i suoi soci sono proprietari pro indiviso dell'immobile e di tutte le opere d'arte conservate e ne rispondono in solido..

### Dal secondo dopoguerra ad oggi
Nell'estate del 1946 fu istituita una commissione per l'epurazione dei soci che collaborarono con il fascismo. Tale commissione, formata su disposizione del decreto n. 359 del 31 maggio 1945, indagò su 22 soci cancellandone 11. Per sei di loro la motivazione fu la "mancanza di titoli adeguati", dal momento che erano stati iscritti solo per adesione al Partito Nazionale Fascista, mentre ad altri cinque furono contestati motivi politici (adesione alla Repubblica di Salò) o atti di violenza. Dopo un anno di commissariamento l'Ateneo - di nuovo Ateneo Veneto - elesse presidente Ernesto Pietriboni, tornando alle attività statutarie ma risentendo delle trasformazioni in atto a Venezia.

## Collezioni librarie dell'Ateneo Veneto
Le collezioni librarie dell'Ateneo Veneto sono costituite dal fondo antico, che si riferisce principalmente ai volumi della Società di medicina, le riviste del gabinetto di lettura, i libri della biblioteca circolante, la raccolta Giustinian, il fondo Miscellanee, e volumi da donazioni di soci.

### Il fondo antico

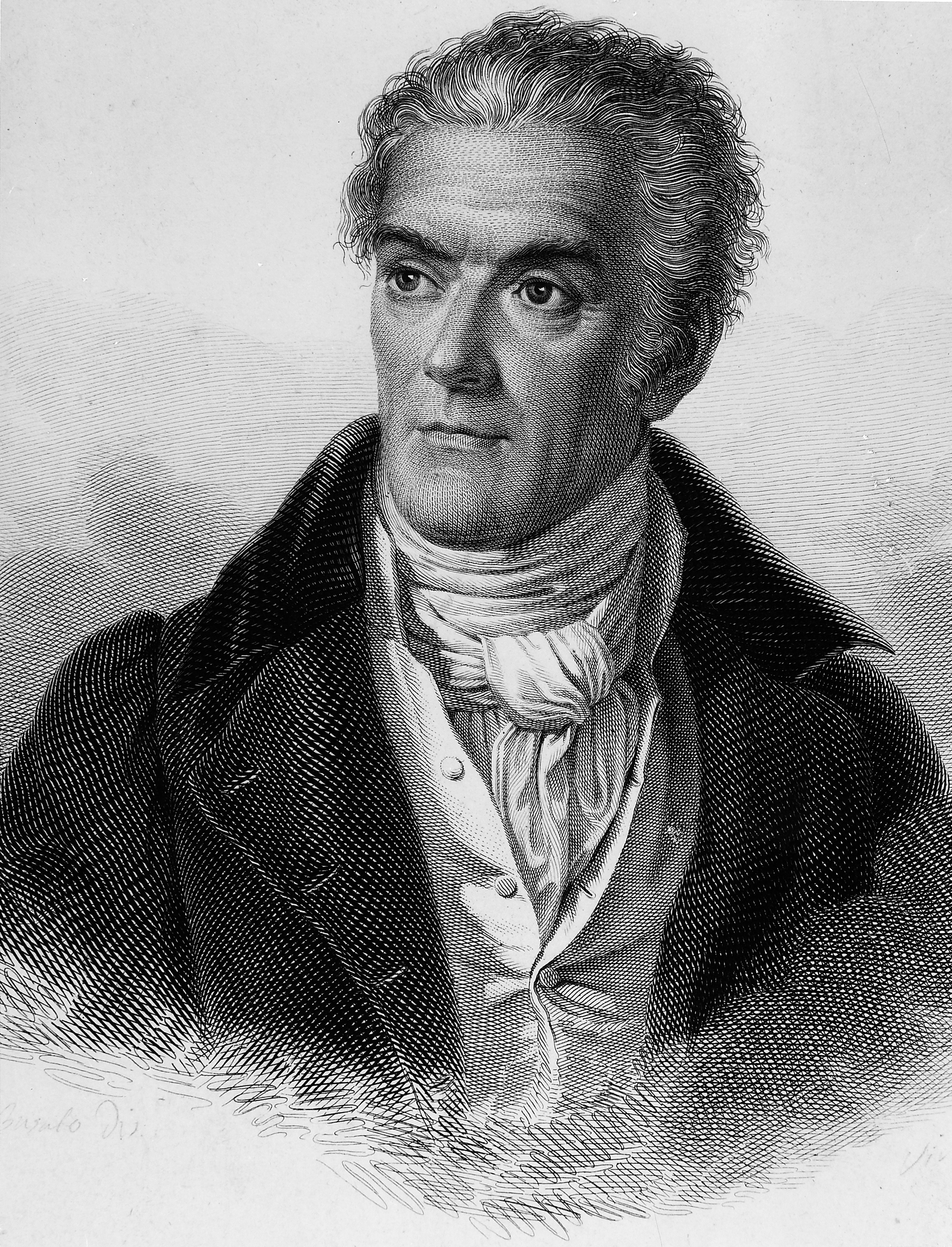
Francesco Aglietti fu il segretario della Società di medicina, da cui ebbe origine l'Ateneo Veneto. Su sua proposta si creò il primo nucleo librario, principalmente di carattere medico.

Francesco Aglietti fu il segretario della Società di medicina, da cui ebbe origine l'Ateneo Veneto. Su sua proposta si creò il primo nucleo librario, principalmente di argomento medico.
Il fondo antico della collezione libraria dell’Ateneo è stato assemblato dalla precedente Società veneta di medicina. Infatti, nel 1808 Aglietti, assieme a Jacopo Morelli, bibliotecario della Marciana, e Cicognara, presidente dell'Accademia di Belle arti e biblioteche, chiese alle autorità di poter selezionare dal deposito provvisorio della Carità libri per la propria istituzione. Furono compilati degli inventari dei volumi scelti, con il numero preciso e la provenienza, da cui risulta un nucleo di 2095 volumi che venivano dai conventi di Santo Stefano (540), San Salvador (600) e San Francesco della Vigna (955). Nel 1811 la raccolta fu integrata da altri 123 volumi provenienti dai conventi della Salute (62), del Redentore (24), dei Frari (24), dei Carmelitani Scalzi (8) e Santa Maria della Fava (5). Questi nuovi volumi comprendevano opere di Antonio Vallisnieri, Giovanni Battista Morgagni, Antoine Baumé, che assieme agli altri costituiscono il nucleo principale della biblioteca dell'Ateneo Veneto.

## Archivio dell'Ateneo Veneto
L'archivio è formato da documenti appartenenti a vari fondi a partire da quello dell'Ateneo Veneto e dagli atti conclusivi delle tre accademie originarie (Società veneta di medicina, Filareti e Accademia di Belle lettere). Altri documenti provengono dalle donazioni fatte dai soci nel corso dei secoli come il Fondo Vajont, e da altri acquistati, come la documentazione personale di Francesco Aglietti. Il primo ordinamento dell'archivio risale al 1839, anno in cui furono separati gli atti dal 1791 fino al 1839 in tre serie distinte cronologicamente: una dal 1791 al 1811 con gli atti della Società medica, Accademia delle Belle lettere e Filareti; la seconda dal 1811 al 1839 con tutti gli atti dell'Ateneo Veneto e la terza che iniziava da quell'anno con il nuovo archivista.  Nel 1885 gli atti furono coordinati per materia, indicando i soggetti e documentando il tutto vista la discontinuità con cui erano stati archiviati i documenti. Negli anni precedenti i documenti relativi alle tre accademie originarie erano andati perduti, per cui fu quantomeno ricostruito l'ordine cronologico delle cariche e degli atti esistenti. Nel 1911 fu incaricato come archivista Andrea da Mosto, socio e direttore dell'Archivio di Stato di Venezia, che fece una rubrica ordinando l'archivio fino al 1919. Successivamente questa non fu rispettata fino agli anni trenta, quando fu fatto uno scarto dei documenti senza conservarne l'elenco. Nel 1998 fu concluso l'ultimo riordino riprendendo la rubrica da Mosto che viene usato tuttora.

### Il Fondo Vajont
Il fondo Vajont è frutto di una donazione del 2010 da parte di Mario Vianello, avvocato nel processo per il disastro del Vajont, socio dello studio legale dell'avvocato Alessandro Brass che difendeva Alberico Biadene, direttore generale dal 1961 prima della SADE e poi dell'ENEL. Il fondo consiste in circa otto metri lineari di documentazione che, per lo più, non ha un ordine logico o cronologico. Sono presenti appunti del collegio difensivo nelle varie fasi del processo, trascrizioni di interrogatori, le arringhe degli avvocati e riproduzioni fotografiche di dodici brogliacci di appunti dal 1942 al 1961 di Carlo Semenza, che progettò la diga. Un'altra parte consiste nella corrispondenza tra gli avvocati e Biadene, oltre a materiale su altri disastri simili come quello della diga di Malpasset (1959), del Molare (1935) e di Aberfan (1966).

## Elenco dei presidenti
1. Leopoldo Cicognara (1812)
2. Francesco Aglietti (1817)
3. Carlo Antonio Gambara (1822)
4. Carlo Pietro Biaggi (1826)
5. Carlo Pietro Biaggi (1829)
6. Leonardo Manin (1832)
7. Leonardo Manin (1837)
8. Daniele Renier (1842)
9. Leonardo Manin (1845)
10. Andrea Giovanelli (1848)
11. Bartolomeo Bizio (1851)
12. Giovanni Querini Stampalia (1853)
13. Alvise Francesco Mocenigo (1857)
14. Gerolamo Dandolo (1860)
15. Antonio Berti (1862)
16. Giovanni Minotto (1868)
17. Giuseppe Calucci (1869)
18. Giuseppe Maria Malvezzi (1872)
19. Demetrio Busoni (1876)
20. Demetrio Busoni (1880)
21. Domenico Giurati (1882)
22. Paulo Fambri (1886)
23. Angelo Minich (1890)
24. Paulo Fambri (1891)
25. Marco Diena (1896)
26. Alessandro Pascolato (1898)
27. Filippo Nani Mocenigo (1902)
28. Luigi Carlo Stivanello (1907)

1. Filippo Nani Mocenigo (1911)
2. Ferruccio Truffi (1915)
3. Davide Giordano (1919)
4. Giuseppe Jona (1921)
5. Davide Giordano (1925)
6. Giovanni Bordiga (1929)
7. Luigi Marangoni (1933)
8. Davide Giordano (1938)
9. Carlo Alberto Dell'Agnola (1942)
10. Ernesto Pietriboni (1947)
11. Antonio Romani (1951)
12. Arturo Pompeati (1955)
13. Giacomo Giorgio Tosoni (1958)
14. Enzo Milner (1963)
15. Sandro Marconi (1967)
16. Pietro Zampetti (1971)
17. Giuseppe La Monaca (1975)
18. Sergio Perosa (1979)
19. Alessandro Bettagno (1983)
20. Carlo Rubbia (1988)
21. Giovanni Castellani (1993)
22. Giannantonio Paladini (1996)
23. Alfredo Bianchini (2001)
24. Antonio Alberto Semi (2005)
25. Michele Gottardi (2009)
26. Guido Vittorio Zucconi (2013)
27. Gianpaolo Scarante (2018)
28. Antonella Magaraggia (2021)